# Glaucocharis griseolalis
Glaucocharis griseolalis là một loài bướm đêm trong họ Crambidae.